# Проскурняк Ганна Іванівна
Ганна Іванівна Проскурняк (1934, село Серби, тепер село Гонтівка Чернівецького району Вінницької області — ?) — українська радянська діячка, ланкова колгоспу імені Леніна Чернівецького району Вінницької області. Депутат Верховної Ради СРСР 6-го скликання.

## Біографія
Народилася в селянській родині. Освіта неповна середня.
У 1953—1957 роках — колгоспниця, з 1957 року — ланкова колгоспу імені Леніна села Гонтівки Чернівецького району Вінницької області. Збирала високі врожаї кукурудзи.